# Solární termální kolektor

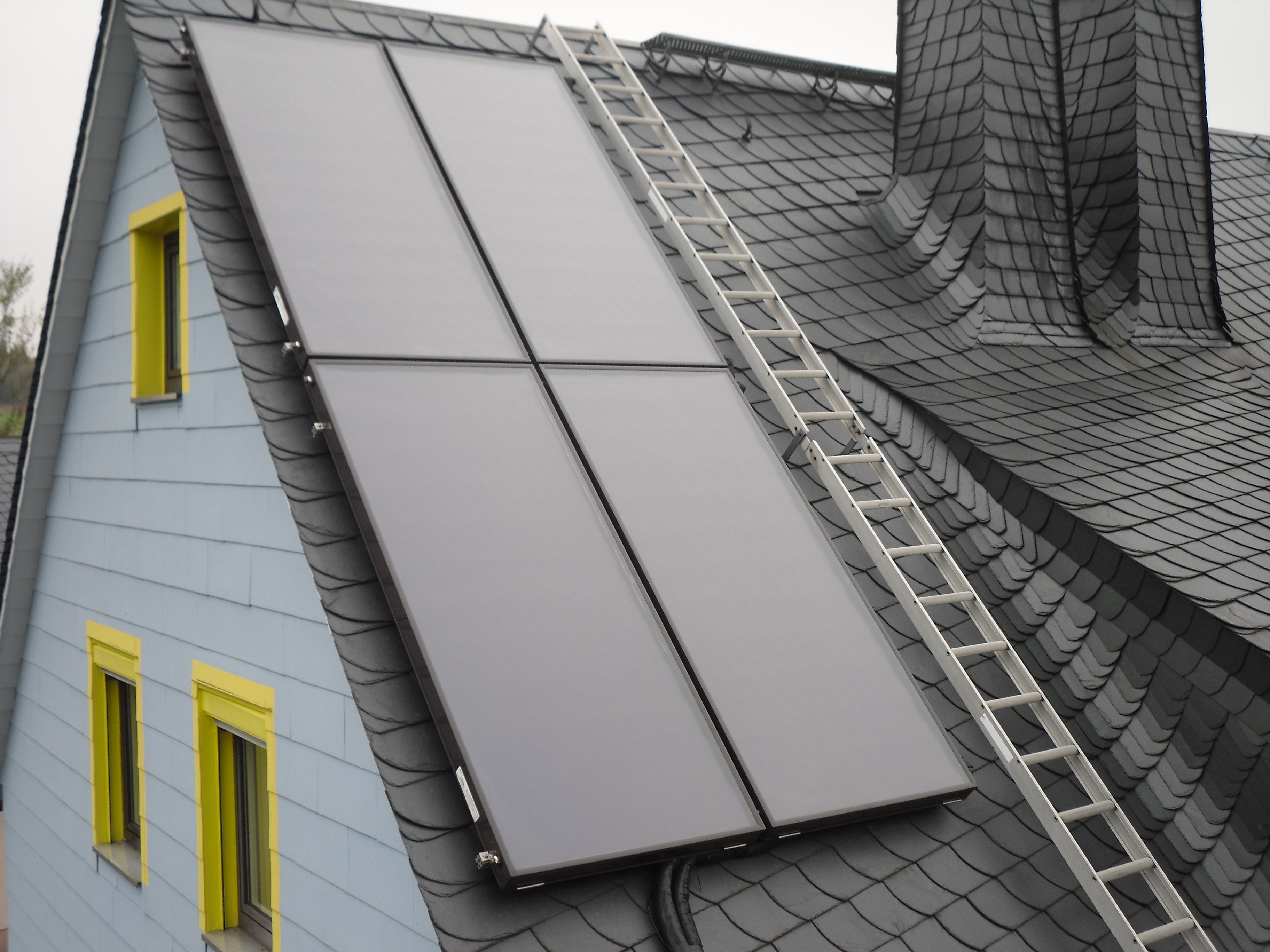
Fototermický solární kolektor

Solární kolektor (běžně označovaný solární panel) je zařízení, které přeměňuje sluneční záření, dopadající na zemský povrch, na jiný druh energie, pro lidstvo lépe využitelný.
Solární kolektory existují ve dvou základních typech:
- Fototermický kolektor přeměňuje sluneční záření na tepelnou energii. Sluneční záření dopadá na absorbér kolektoru, který je spojen s trubkovým rozvodem kolektoru. Přenos energie je zajištěn prostřednictvím teplonosné kapaliny, která proudí mezi kolektorem a výměníkem tepla umístěném ve spotřebiči tepla, což je nejčastěji akumulační nádoba, zásobník teplé vody či bazén. Tyto kolektory jsou většinou umístěny na střeše rodinných domů, bytových domů, ale také na administrativních a průmyslových objektech.

- Fotovoltaický kolektor/panel vyrábí ze sluneční energie energii elektrickou.

## Typy fototermických solárních kolektorů
Plochý/deskový kolektor
základem kolektoru je absorpční plocha. Moderní, výkonný kolektor má tuto plochu opatřenou selektivní vrstvou. Druhořadý kolektor má absorpční plochu natřenou černou barvou. Rozdíl mezi oběma provedeními je v tom, že černá barva velice dobře přijímá tepelné záření – absorpce, ale stejně ochotně tepelné záření vydává – emisivita. U selektivní vrstvy je příjem tepelného záření podobný jako u černého tělesa – zde není výrazného rozdílu. Přijatou energii ale selektivní vrstva v sobě uzavře, a nepustí ji ven. Zde je oproti černému tělesu podstatný rozdíl. Proto stagnační teplota u kvalitního plochého kolektoru překračuje hodnotu 200 °C, a u vakuového kolektoru je to ještě vyšší hodnota. Selektivní vrstva se na absorpční plochu nanáší elektrochemicky ve vakuu. Dle typu kolektoru je absorpční plocha tepelně izolována od svého okolí pro zamezení tepelných ztrát.
Vakuový/trubicový kolektor
u tohoto typu kolektoru je tepelná izolace zajištěna vrstvou vakua. Tvar vakuového kolektoru – trubice je dán konstrukčně technologickými možnostmi výroby. Kruhový (a poměrně malý) předmět – trubice, vzdoruje totiž okolnímu tlaku podstatně lépe, než rovná, celistvá plocha deskového kolektoru. Jen pro představu, plochý deskový kolektor 1 x 2m, který by byl zhotoven ve vakuovém provedení, by musel odolávat síle, způsobené atmosférickým tlakem 200 000N, to je cca 20tun. (Přibližný výpočet – pro obecnou představu, konstrukční prvky, dokonalost vakua a atmosférická výška nejsou uvažovány.)

## Využití
Fototermické sluneční kolektory se nejčastěji využívají pro ohřev teplé užitkové vody, ohřev vody v bazénech i jako podpora vytápění s nízkoteplotním otopným systémem (podlahové topení, stěnové vytápění a stropní vytápění), příp. pro průmyslové využití.

## Porovnání a výhody jednotlivých kolektorů
| Plochý kolektor | Vakuový kolektor |
| --- | --- |
| V zimních měsících mnoho slunečných dní není, navíc den (doba oslunění) je krátký, takže ztráta oproti vakuovému kolektoru není výrazná. V zimních měsících díky počasí a délce dne kolektor na střeše v podstatě leží a nic nedělá. | V zimních měsících za slunečného počasí má oproti plochému kolektoru vyšší výkon. Čím je venkovní teplota nižší, tím je rozdíl větší.       |
| Na plochém kolektoru se drží námraza podstatně méně, než na kolektoru vakuovém – stává se, že plochý kolektor v zimně pracují a vakuový (díky námraze, sněhu) ne.                                                                    | |
| Ztráty průchodem a odrazy přes jednu skleněnou vrstvu jsou u plochého kolektoru menší (u vakuového to je většinou dvě skleněné vrstvy), proto v letních měsících dokáže plochý kolektor lépe připravit TUV, než kolektor vakuový.    | |
| Plochý kolektor má celistvou plochu. Vakuový, díky trubicím, má plochu složenou z proužků: absorpční plocha, vakuum, okolní prostředí, vakuum, absorpční plocha. Na „zastavěnou plochu“ má tedy plochý kolektor větší výkon.         | Menší teplosměnná plocha, výkon kolektorů se počítá z plochy= deskový kolektor výhodnější                                                   |
| Plochý kolektor je oproti vakuovému levnější. | Vakuový kolektor je velmi náchylný na rozbití. Poničen může být neodbornou manipulací nebo např.kroupami. Hůře se tato závada identifikuje. |